# HD 80953
HD 80953，又名BD+64 733，SAO 14875、HR 3722，是一颗恒星，视星等为6.28，位于銀經149.91，銀緯40.8，其B1900.0坐标为赤經9h 17m 41.2s，赤緯+64° 40.8′ 16″。